# Jerzy Gorgoń
Jerzy Paweł Gorgoń (Zabrze, Polonia, 18 de julio de 1949) es un exfutbolista polaco, jugó durante 13 años en el Górnik Zabrze y es considerado como el mejor defensor de la década de los 70 detrás de Franz Beckenbauer.

## Clubes
| Club          | País    | Año         |
| ------------- | ------- | ----------- |
| Górnik Zabrze | Polonia | 1967 - 1980 |
| FC St. Gallen | Suiza   | 1980 - 1983 |

## Palmarés
Górnik Zabrze
- Ekstraklasa: 1966-67, 1970-71, 1971-72
- Copa de Polonia: 1968, 1969, 1970, 1971, 1972